# Anders Fredrik Kullberg
Anders Fredrik Kullberg, född den 30 december 1832 i Gråmanstorps socken, Kristianstads län, död den 4 augusti 1882 i Göteborg, var en svensk läkare. Han var son till Adolf Kullberg och Charlotte Hederstierna, brorson till Anders Carlsson af Kullberg och sonson till Carl Kullberg.
Kullberg blev student vid Lunds universitet 1848, filosofie kandidat 1853, filosofie magister samma år, medicine kandidat 1858, medicine licentiat 1861 och medicine doktor 1874. Han var amanuens vid Allmänna barnhuset i Stockholm 1862—1863, andre läkare vid Allmänna och Sahlgrenska sjukhuset i Göteborg 1863—1865, besiktningsläkare i Göteborg 1865—1874 och sundhetsinspektör där 1871—1874, medicinalråd i Sundhetskollegium 1874—1876 samt förste stadsläkare i Göteborg från 1876. Kullberg blev ledamot av Vetenskaps- och  Vitterhetssamhället i Göteborg 1875.